# Philenora undulosa
Philenora undulosa là một loài bướm đêm thuộc phân họ Arctiinae, họ Erebidae.